# Victor Sittel
Victor Sittel (* um 1834; † 8. November 1895 in Düsseldorf) war ein deutscher Verwaltungsbeamter.

## Leben
Victor Sittel studierte an der Rheinischen Friedrich-Wilhelms-Universität Bonn. 1857 wurde er Mitglied des Corps Saxonia Bonn. Nach dem Studium trat er in den preußischen Staatsdienst ein. 1868 wurde er zum Amtmann des Amts Usingen ernannt. Nach der Reichsgründung 1871 trat er in den Staatsdienst des Deutschen Reichs über. Von 1871 bis 1880 war er Kreisdirektor des Kreises Hagenau, von 1880 bis 1883 des Kreises Bolchen und von 1883 bis 1888 des Landkreises Metz. Anschließend kehrte er wieder zurück in den preußischen Verwaltungsdienst. Zuletzt war er bis zu seinem Tod 1895 Landesrat in Düsseldorf.

## Schriften
- Vorschläge zur Abänderung der elsaß-lothringischen Gemeindeverfassung, 1889
- Reform der Armenpflege in Elsass-Lothringen, 1893
- Vorschläge zur Beseitigung des Klebesystems in der Invaliditäts- und Altersversicherung, 1895